# Пинчук, Вадим Платонович
Вадим Платонович Пинчук  (17 октября 1937, Вологда — 1 мая 2024, Санкт-Петербург) — заслуженный тренер России, тренер-преподаватель высшей квалификационной категориипо легкой атлетике. Был детским тренером олимпийской чемпионки Натальи Антюх.

## Биография
Вадим Платонович Пинчук родился 17 октября 1937 года в Вологде. В юности занимался прыжками в длину. Становился призером чемпионата Санкт-Петербурга, выступая за СДСО «Буревестник» и ДСО «Труд». Занимает должность тренера-преподавателя высшей квалификационной категории. Специализация — многоборье. Высшее образование — закончил обучение в НГУ им. П. Ф. Лесгафта. Подготовил спортсменку Наталью Антюх, вместе с другим детским тренером Маргаритой Юрьевной Михайловой. Наталье Антюх тогда было 10 лет. Тренер Вадим Пинчук впервые увидел Наталью на первенстве района и решил, что он будет с ней заниматься. Когда спортсменке исполнился 21 год, Вадим Пинчук передал ее другому тренеру.
По словам самой Натальи Антюх, Вадим Пинчук и Маргарита Михайлова занимались с нею вплоть до достижения совершеннолетия. Они заложили все необходимые навыки и развили желание заниматься спортом. Наталья Антюх считает, что ее олимпийское достижение — это и их заслуга.
Был тренером легкоатлеток Натальи Русаковой, Ирины Колесниковой, Надежды Рысевой, Анастасии Шведовой.
Вадим Пинчук тренировал спортсменов в школах Смольнинского и Невского районов. В ДЮСШ при Доме физкультуры им. В. Мягкова работал на протяжении 20 лет.
По состоянию на 2015 год, Вадим Платонович Пинчук — тренер-преподаватель Санкт-Петербургского государственного бюджетного учреждения дополнительного образования детей специализированной детско-юношеской спортивной школы олимпийского резерва «Школа высшего спортивного мастерства по легкой атлетике». Согласно Постановлению № 575 от 13 июля 2015 года Вадиму Пинчуку присуждена премия Правительства Санкт-Петербурга «За достижение высоких спортивных результатов на официальных международных и всероссийских спортивных соревнованиях».
Скончался 1 мая 2024 года после продолжительной болезни на 87-м году жизни. Будет похоронен 6 мая на Смоленском кладбище Санкт-Петербурга.